# Растґордан
Растґордан (перс. راستگردان) — село в Ірані, у дегестані Есфандан, в Центральному бахші, шахрестані Коміджан остану Марказі. За даними перепису 2006 року, його населення становило 116 осіб, що проживали у складі 28 сімей.

## Клімат
Середня річна температура становить 11,25°C, середня максимальна – 30,49°C, а середня мінімальна – -11,86°C. Середня річна кількість опадів – 261 мм.
| Клімат поселення                              | Клімат поселення | Клімат поселення | Клімат поселення | Клімат поселення | Клімат поселення | Клімат поселення | Клімат поселення | Клімат поселення | Клімат поселення | Клімат поселення | Клімат поселення | Клімат поселення | Клімат поселення |
| Показник                                      | Січ.             | Лют.             | Бер.             | Квіт.            | Трав.            | Черв.            | Лип.             | Серп.            | Вер.             | Жовт.            | Лист.            | Груд.            |                  |
| Середній максимум, °C                         | 6,69             | 8,49             | 13,47            | 19,23            | 23,72            | 30,20            | 30,49            | 29,58            | 25,29            | 19,88            | 12,95            | 7,05             |                  |
| Середня температура, °C                       | −2,6             | −0,79            | 4,19             | 9,96             | 14,44            | 20,93            | 24,42            | 23,52            | 19,20            | 13,81            | 6,88             | 0,98             |                  |
| Середній мінімум, °C                          | −11,86           | −10,06           | −5,08            | 0,68             | 5,18             | 11,66            | 18,34            | 17,44            | 13,13            | 7,74             | 0,80             | −5,1             |                  |
| Норма опадів, мм                              | 37               | 34               | 47               | 37               | 34               | 6                | 1                | 1                | 0                | 8                | 22               | 34               |                  |
| Середньомісячна швидкість вітру, м/с          | 1.38             | 1.91             | 2.74             | 2.81             | 2.50             | 2.40             | 2.38             | 2.29             | 2.13             | 2.05             | 1.85             | 1.33             |                  |
| Середньомісячна сонячна радіація, кДж/м²·день | 9041             | 12157            | 14704            | 18159            | 22232            | 26890            | 25928            | 23967            | 20840            | 15339            | 10885            | 8967             |                  |
| --------------------------------------------- | ---------------- | ---------------- | ---------------- | ---------------- | ---------------- | ---------------- | ---------------- | ---------------- | ---------------- | ---------------- | ---------------- | ---------------- | ---------------- |
| Джерело:                                      |                  |                  |                  |                  |                  |                  |                  |                  |                  |                  |                  |                  |                  |